# Модулација
Модулација је процес у којем сигнал информације мијења други сигнал више фреквенције, такозвани носилац, да би се омогућио пренос.
Носилац или носећа фреквенција је обично синусоидални талас створен у осцилатору. И носилац и сигнал информације се уводе у модулатор, и ту сигнал информације мијења носилац на неки начин. Модулирани носилац је тад појачан и послат у антену или кабл за пренос.
У пријемнику, антена прима модулирани сигнал који је затим појачан и процесиран. Шаље се у демодулатор (детектор) на чијем излазу се добија оригинални сигнал информације.

## Могући облици модулације
Размотримо математички израз за синусоидални талас:
 = Vp sin (2πft+θ) или
 = Vp sin (ωt+θ)
где је
- = тренутна вриједност синусоидалног напона
- = вршна вриједност синусоидалног напона
- = фреквенција (Hz)
- ω = 2π = угаона брзина
- = вријеме (s)
- ω = 2π = угао у радијанима
- θ = фазни угао

Из овога можемо видјети да постоје три начина модулације, зависно од тога на који начин се мијења носилац. То су амплитудна, фреквентна и фазна модулација.

## Амплитудна модулација
Код амплитудне модулације (АМ), сигнал информације мијења амплитуду носиоца, док фреквенција остаје стална. Комерцијалне радио станице на дугим, средњим и кратким таласима углавном користе амплитудну модулацију. То је најстарији начин модулације.

## Фреквентна модулација
Фреквентна модулација (ФМ) мијења фреквенцију носиоца у одређеном опсегу, док његова амплитуда остаје константна. Комерцијалне радио-станице у опсегу ултракратких таласа (УКТ) користе фреквентну модулацију. Користи се и за пренос звука у телевизијском систему.

## Фазна модулација
Фазна модулација (ПМ) мијења фазу носеће фреквенције, а притом ствара и фреквентну модулацију носиоца. Због тога је модулирани сигнал сличан фреквентно-модулираном сигналу. ФМ и ПМ су форме угловне модулације (енгл. angle modulation).

## Методе дигиталне модулације
У дигиталној модулацији, аналогни носећи сигнал је модулисан дискретним сигналом. Методе дигиталне модулације могу се сматрати дигитално-аналогном конверзијом, а одговарајућа демодулација или детекција аналогно-дигиталном конверзијом. Промене у сигналу носиоца бирају се од коначног броја M алтернативних симбола (модулациона абецеда).
Једноставан пример: телефонска линија је дизајнирана за пренос чујних звукова, на пример, тонова, а не дигиталних битова (нула и јединица). Рачунари могу, међутим, да комуницирају преко телефонске линије помоћу модема, који представљају дигиталне битове тоновима, који се називају симболи. Ако постоје четири алтернативна симбола (који одговарају музичком инструменту који може да генерише четири различита тона, један по један), први симбол може представљати низ битова 00, други 01, трећи 10 и четврти 11. Ако модем репродукује мелодију која се састоји од 1000 тонова у секунди, брзина симбола је 1000 симбола/секунди, или 1000 бодова. Пошто сваки тон (тј. симбол) представља поруку која се састоји од два дигитална бита у овом примеру, брзина битова је двоструко већа од брзине симбола, односно 2000 бита у секунди.
Према једној дефиницији дигиталног сигнала, модулисани сигнал је дигитални сигнал. Према другој дефиницији, модулација је облик дигитално-аналогне конверзије. Већина уџбеника би разматрала дигиталне модулационе шеме као облик дигиталног преноса, синоним за пренос података; мало ко би их сматрао аналогним преносом.

### Фундаменталне методе дигиталне модулације
Најосновније технике дигиталне модулације засноване су на модулацији:
- PSK (фаза-померај модулација): користи се коначан број фаза.
- FSK (фреквенција-померај модулација): користи се коначан број фреквенција.
- ASK (амплитуда-померај модулација): користи се коначан број амплитуда.
- QAM (квадратурна амплитудна модулација): користи се коначан број од најмање две фазе и најмање две амплитуде.

У QAM-у, сигнал у фази (или I, где је један пример косинусни таласни облик) и сигнал квадратуре фазе (или Q, где је пример синусни талас) се амплитудно модулирају са коначним бројем амплитуда и затим се сабирају. Може се посматрати као двоканални систем, сваки канал користи ASK. Добијени сигнал је еквивалентан комбинацији PSK и ASK.
У свим горе наведеним методама, свакој од ових фаза, фреквенцијама или амплитудама се додељује јединствени образац бинарних битова. Обично свака фаза, фреквенција или амплитуда кодира једнак број битова. Овај број битова садржи симбол који је представљен одређеном фазом, фреквенцијом или амплитудом.
Ако се абецеда састоји од алтернативних симбола {\displaystyle M=2^{N}}, сваки симбол представља поруку која се састоји од N битова. Ако је брзина симбола (позната и као брзина преноса) {\displaystyle f_{S}} симбола/секунди (или бодова), брзина преноса података је {\displaystyle Nf_{S}} бит/секунди.
На пример, са абецедом која се састоји од 16 алтернативних симбола, сваки симбол представља 4 бита. Дакле, брзина преноса података је четири пута већа од брзине преноса података.
У случају PSK, ASK или QAM, где је носећа фреквенција модулисаног сигнала константна, модулациона абецеда је често прикладно представљена на дијаграму констелације, показујући амплитуду I сигнала на x-оси и амплитуду Q сигнала на y-оси, за сваки симбол.

## Разне технике модулације
- Употреба прекидног тастера за пренос Морзеовог кода на радио фреквенцијама позната је као рад на континуираном таласу (CW).
- Адаптивна модулација
- Просторна модулација је метода којом се сигнали модулирају унутар ваздушног простора као што је онај који се користи у системима за инструментално слетање.
- Микроталасни слушни ефекат је пулсно модулисан са аудио таласним облицима како би се дочарали разумљиво изговорени бројеви.[2][3][4]